# Drycothaea
Drycothaea es un género de escarabajos longicornios de la familia Cerambycidae.

## Especies
- D. angustifrons (Breuning, 1943)
- D. anteochracea (Breuning, 1974)
- D. bicolorata  Martins & Galileo, 1990
- D. brasiliensis  (Breuning, 1968)
- D. clara  Galileo & Martins, 2012
- D. curtula  Bates, 1885
- D. dozieri  Wappes, Santos-Silva & Galileo, 2018
- D. estola  (Lameere, 1893)
- D. gaucha  Galileo & Martins, 2008
- D. guadeloupensis  Fleutiaux & Sallé, 1889
- D. hovorei  Galileo & Martins, 2012
- D. indistincta  Lingafelter & Nearns, 2007
- D. indivisa  Nascimento, 2018
- D. jolyi  Galileo & Martins, 2010
- D. maculata  Martins & Galileo, 2004
- D. mexicana  (Breuning, 1974)
- D. ochreoscutellaris  (Breuning, 1940)
- D. ocularis  Galileo & Martins, 2010
- D. parva  Bates, 1885
- D. rotundicollis  Galileo & Martins, 2010
- D. sallei  (Thomson, 1868)
- D. spreta  Bates, 1885
- D. stictica  Bates, 1881
- D. testaceipes  Bates, 1881
- D. truncatipennis  Tavakilian, 1997
- D. turrialbae  (Breuning, 1943)
- D. viridescens  (Buquet, 1857)
- D. vulcanica  Martins, Galileo & Santos-Silva, 2016
- D. wappesi  Galileo & Martins, 2010